# Neşe Yazıcı
Neşe Yazıcı (ur. 10 marca 1974) – turecka judoczka.
Uczestniczka mistrzostw świata w 1995 i 1997. Startowała w Pucharze Świata w 1995, 1996 i 1998. Brązowa medalistka igrzysk śródziemnomorskich w 1997 roku.